# تداخل‌سنج مارتین-پاپلت
تداخل‌سنج مارتین-پاپلت (یا به اختصار MPI) یک روش طیف‌سنجی تداخلی بر پایه شکافنده پرتو قطبی ارائه می‌کند و اجازه عملیات حول محدوده گسترده‌ای از فرکانس طیفی بدون تغییر چندانی در کارایی، و نیز محو کردن سطح میانی تداخل (مدولاسیون جعلی که منبع اصلی خطا در روش‌های معمول است) را می‌دهد. این تداخل‌سنج در سال ۱۹۶۹ توسط د. مارتین و ا. پاپلت معرفی شده‌است .

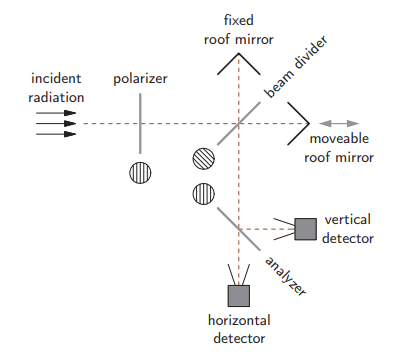
چیدمان نوعی تداخل‌سنج مارتین-پاپلت.

چیدمان این تداخل‌سنج مشابه تداخل‌سنج مشهور مایکلسون است، با این تفاوت که این تداخل‌سنج از برخی تجهیزات اضافی برای بهره‌گیری از قطبش‌پذیری نور نیز استفاده می‌کند . به همین دلیل گاهی این تداخل‌سنج با نام مایکلسون قطبی نیز شناخته می‌شود. یک مزیت مهم این تداخل‌سنج دو خروجی بودن آن است، که امکان اندازه‌گیری تفاضلی و افزایش نسبت سیگنال به نوفه را فراهم می‌کند. این ویژگی، اجازه اندازه‌گیری انحراف‌های طیفی بسیار کوچک تابش زمینه کیهانی را می‌دهد . اما، بخشی از نور در قطبشگر ورودی بازتاب می‌شود که باعث کاهش بهره شدتی این تداخل‌سنج می‌شود. از این دستگاه می‌توان برای طیف‌سنجی فوریه (به خصوص در محدوده فروسرخ دور)، و اندازه‌گیری تابع انتقال اپتیکی یک جزء اپتیکی در باریکه خروجی حتی با استفاده از نور غیر همدوس استفاده کرد .
نور ورودی پس از عبور از قطبشگر اول قطبیده خطی در جهت محور قطبشگر خواهد شد. سپس به قطبشگر مرکزی که یک شکافنده پرتو قطبی است رسیده و به دو باریکه با قطبش‌های متعامد تقسیم می‌شود. دو باریکه پس از بازتاب از سطح آینه‌ها دستخوش چرخش قطبش شده و مجدداً به شکافنده قطبی بازمی‌گردند. در نتیجه باریکه‌ای که قبلاً بازتاب شده بود حال عبور می‌کند و بالعکس، و برهم‌نهی دو باریکه به سمت تحلیلگر منتشر می‌شود. در این بخش قطبش موازی و عمودی جدا شده و هر یک به وسیله آشکارساز مورد بررسی قرار می‌گیرد. البته برای موازی‌سازی پرتوها در مسیر ورودی و خروجی از آینه‌های کروی نیز استفاده می‌شود.
معمولاً ً فاصله بازوی متحرک به گونه‌ای تنظیم می‌شود که نور برهم‌نهی‌شده با قطبش افقی به تحلیلگر برسد. در این صورت هر گونه تغییری در راه نوری باعث اختلاف فاز بین باریکه‌های بازتابی و عبوری شده و منجر به تغییر حالت قطبش باریکه نهایی به قطبش بیضوی می‌شود. از آن‌جا که فاز {\displaystyle \varphi } به طول موج تابش {\displaystyle \lambda } با رابطه
{\displaystyle \varphi =2\pi {\frac {2x}{\lambda }}}
بستگی دارد که در آن {\displaystyle 2x} اختلاف راه نوری بین دو بازو است، مؤلفه‌های فرکانسی متفاوت با باریکه نهایی درجات متفاوتی از بیضی‌گونی را نشان می‌دهند و از این رو شدت‌های متفاوتی در آشکارسازها ثبت می‌کنند. در نهایت دامنه دو سیگنال بر حسب فاصله {\displaystyle x} ثبت می‌شود. از آن‌جا که افت و خیز و نوسانات منبع تابش سیگنال هر دو آشکارساز را به‌طور مشابه تحت تأثیر قرار می‌دهد می‌توان با کم کردن آن دو از هم نوفه و عوامل مزاحم را تا حد قابل قبولی به‌طور کامل در الگوی تداخل تفاضلی حذف کرد، چرا که سیگنال دو آشکارساز پادهم‌بسته هستند.

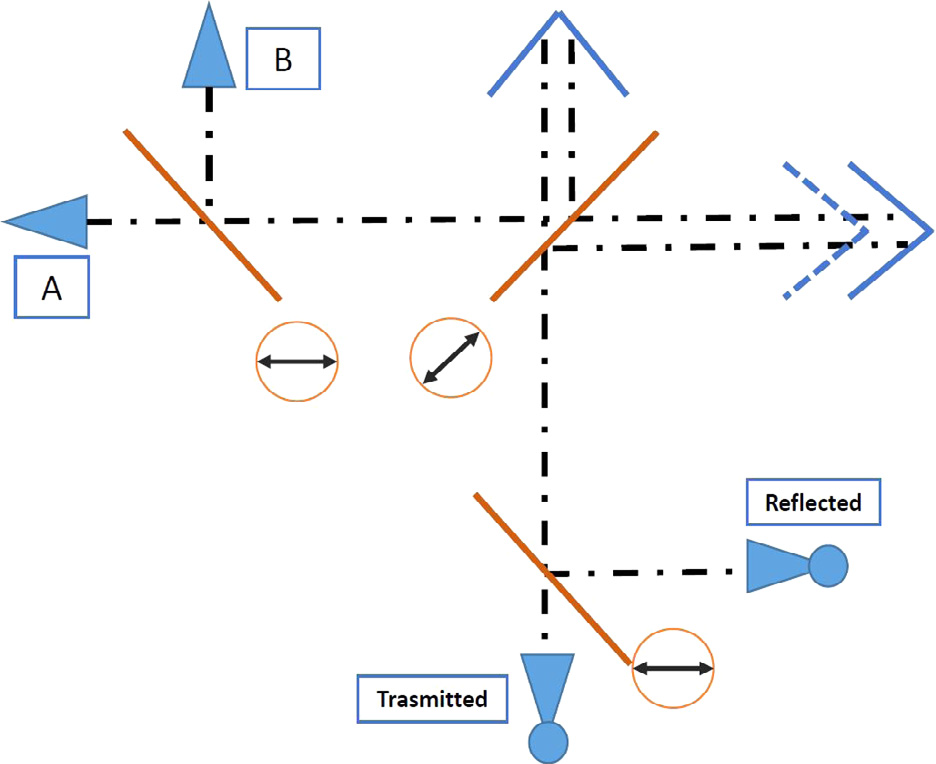
چیدمان تداخل‌سنج مارتین-پاپلت برای دو باریکه فرودی.

گاهی از دو ورودی در این تداخل‌سنج استفاده می‌شود که در این صورت امکان اندازه‌گیری اختلاف بین درخشندگی طیفی دو باریکه ورودی با دقت بالایی توسط این چیدمان فراهم می‌شود. این ویژگی همچنین امکان استفاده از این دستگاه به عنوان قطبش‌سنج برای اندازه‌گیری درجه قطبش‌های کوچک را نیز فراهم می‌کند . در این مورد دو پرتو فرودی در اثر عبور و بازتاب از سطح قطبشگر در ابتدای مسیر دارای قطبش متعامد می‌شوند. در این چیدمان نیازی به استفاده از شکافنده پرتو قطبی نیست و از شکافنده معمولی در مرکز تداخل‌سنج استفاده می‌شود. با رد شدن از قطبشگر مسیر ورودی دو پرتو مسیر تداخل‌سنج را به‌طور یکسان طی کرده و مورد پردازش قرار می‌گیرند.

## کاربردها

### تبدیل فوریه طیف
میدان الکتریکی برای یک مؤلفه فرکانسی {\displaystyle \omega } برای موج فرودی را در عبور از این داخل‌سنج بررسی می‌کنیم:
پس از عبور از قطبشگر ورودی، این میدان به موج تخت با قطبش افقی به صورت زیر تبدیل می‌شود:
{\displaystyle {\textbf {E}}(t)={\textbf {E}}_{0}\sin {(\omega t)}{\textbf {u}}_{h}}
که {\displaystyle E_{0}} دامنه میدان الکتریکی موج فرودی و {\displaystyle {\textbf {u}}_{h}} و {\displaystyle {\textbf {u}}_{v}} به ترتیب بردارهای یکه در جهت‌های افقی و عمودی هستند. در شکافنده پرتو دامنه‌های عبوری {\displaystyle E_{t}} و بازتابی {\displaystyle E_{r}} نسبت به محور افقی در جهات مخالف هم به اندازه ۴۵° قطبیده می‌شوند:
{\displaystyle {\textbf {E}}_{t}={\frac {E_{0}}{\sqrt {2}}}\sin {(\omega t)}{\frac {{\textbf {u}}_{h}+{\textbf {u}}_{v}}{\sqrt {2}}}}
{\displaystyle {\textbf {E}}_{r}={\frac {E_{0}}{\sqrt {2}}}\sin {(\omega t)}{\frac {{\textbf {u}}_{h}-{\textbf {u}}_{v}}{\sqrt {2}}}}
سپس در طول مسیر دو بازو اختلاف راه {\displaystyle 2x} معادل زمان تأخیر {\displaystyle {\frac {2x}{c}}} اعمال می‌شود و میدان‌های الکتریکی به صورت زیر در می‌آیند:
{\displaystyle {\textbf {E}}_{t}^{\prime }(t)={\textbf {E}}_{t}(t-\tau )={\frac {E_{0}}{\sqrt {2}}}\sin {(\omega (t-\tau ))}{\frac {{\textbf {u}}_{h}+{\textbf {u}}_{v}}{\sqrt {2}}}}
{\displaystyle {\textbf {E}}_{r}^{\prime }(t)={\textbf {E}}_{r}(t-\tau )={\frac {E_{0}}{\sqrt {2}}}\sin {(\omega (t-\tau ))}{\frac {{\textbf {u}}_{h}-{\textbf {u}}_{v}}{\sqrt {2}}}}
دامنه نهایی که از برهم‌نهی این دو باریکه فوق به دست می‌آید به قرار زیر است:
{\displaystyle {\textbf {E}}_{\text{final}}(t)={\textbf {E}}_{t}^{\prime }(t)+{\textbf {E}}_{r}^{\prime }(t)={\frac {E_{0}}{2}}[(\sin {(\omega t-\omega \tau )}+\sin {\omega t}){\textbf {u}}_{h}+(\sin {(\omega t-\omega \tau )}-\sin {\omega t}){\textbf {u}}_{v}]}
{\displaystyle \ \ \ \ \ \ \ \ \ \ \ \ \ \ \ \ \ \ \ \ \ \ \ \ \ \ \ \ \ \ \ \ \ \ \ \ \ \ \ \ \ \ =E_{0}[\sin {(\omega t-{\frac {\omega \tau }{2}})}\cos {({\frac {\omega \tau }{2}})}{\textbf {u}}_{h}-\cos {(\omega t-{\frac {\omega \tau }{2}})}\sin {({\frac {\omega \tau }{2}})}{\textbf {u}}_{v}]}
در نتیجه شدت نهایی که توسط هر آشکارساز ثبت می‌شود طبق رابطه {\displaystyle U(\tau )\propto \langle |{\textbf {E}}_{\text{final}}|^{2}\rangle _{t}} به صورت زیر در می‌آید:
{\displaystyle U_{h}(\tau )\propto {\frac {E_{0}^{2}}{2}}\cos ^{2}{\frac {\omega \tau }{2}}}
{\displaystyle U_{v}(\tau )\propto {\frac {E_{0}^{2}}{2}}\sin ^{2}{\frac {\omega \tau }{2}}}
که نشان می‌دهد سیگنال‌ها پاد هم‌بسته هستند، یعنی یعنی وقتی یک آشکارساز کمینه را نشان می‌دهد دیگری در حال نشان دادن بیشینه سیگنال است. حال با تعریف تفاضل تداخلی {\displaystyle \delta } به صورت بهنجارشده زیر می‌توان از شر ضرایب تناسب هم خلاص شد:
{\displaystyle \delta (\tau )={\frac {\cos ^{2}{\frac {\omega \tau }{2}}-\sin ^{2}{\frac {\omega \tau }{2}}}{\cos ^{2}{\frac {\omega \tau }{2}}+\sin ^{2}{\frac {\omega \tau }{2}}}}=\cos {\omega \tau }}
حال به آسانی می‌توان برای تمام فرکانس‌های یک طیف با توزیع شدت دلخواه {\displaystyle I(\omega )} این نتیجه را تعمیم داد:
{\displaystyle U_{h}(\tau )\propto \int _{0}^{\infty }{I(\omega )\cos ^{2}{\frac {\omega \tau }{2}}d\omega }}
{\displaystyle U_{v}(\tau )\propto \int _{0}^{\infty }{I(\omega )\sin ^{2}{\frac {\omega \tau }{2}}d\omega }}
و بنابراین تفاضل تداخلی به صورت زیر در می‌آید:
{\displaystyle \delta (\tau )={\frac {\int _{0}^{\infty }{I(\omega )(\cos ^{2}{\frac {\omega \tau }{2}}-\sin ^{2}{\frac {\omega \tau }{2}})d\omega }}{\int _{0}^{\infty }{I(\omega )(\cos ^{2}{\frac {\omega \tau }{2}}+\sin ^{2}{\frac {\omega \tau }{2}})d\omega }}}={\frac {\int _{0}^{\infty }{I(\omega )\cos {(\omega \tau )}d\omega }}{\int _{0}^{\infty }{I(\omega )d\omega }}}}
و این عبارت چیزی نیست جز تبدیل کسینوس فوریه .

### طیف‌سنجی تبدیل فوریه فروسرخ
یکی از قطبشگرها در چیدمان (معمولاً قطبشگر واقع در مسیر خروجی) با فرکانس زاویه‌ای {\displaystyle \omega } دوران کرده و ورودی تداخل‌سنج را در فرکانس {\displaystyle 2\omega } مدوله می‌کند. اگر فرض کنیم میدان الکتریکی پس از عبور از قطبشگر اول {\displaystyle E_{0}} باشد، میدان الکتریکی پس از عبور از قطبشگر دوم (که در حال دوران است) با قسمت حقیقی عبارت زیر تعیین می‌شود:
{\displaystyle E_{\text{out}}=E_{0}(0,\ \sin {\omega t},\ \cos {\omega t})[{\frac {\cos {\omega t}}{\sqrt {2}}}\exp {(-2jkx_{1})}+{\frac {\sin {\omega t}}{\sqrt {2}}}\exp {(-2jkx_{2})}\exp {(jk(x-ct))}]}
در نتیجه نسبت توان خروجی به ورودی برابر می‌شود با:
{\displaystyle {\frac {I_{\text{out}}}{I_{\text{in}}}}={\frac {|E_{\text{out}}|^{2}}{2E_{0}}}={\frac {1}{4}}[1+\sin {(2\omega t)}\cos {(2k(x_{1}-x_{2}))}]}
اگر از یک تقویت‌کننده قفل‌شونده برای دمدوله کردن توان خروجی در فرکانس {\displaystyle 2\omega } استفاده کنیم، سیگنال خروجی به صورت زیر خواهد بود:
{\displaystyle F_{\text{MPI}}(x_{1}-x_{2})={\frac {1}{4}}\cos {2k(x_{1}-x_{2})}}
بنابراین، طرح تداخلی را می‌توان با تغییر {\displaystyle x_{1}} یا {\displaystyle x_{2}} (تغییر طول دو بازوی تداخل‌سنج) و اندازه‌گیری {\displaystyle F_{\text{MPI}}(x_{1}-x_{2})} به صورت تابعی از مکان به دست آورد. نتیجه را می‌توان با مورد مشابه آن در تداخل سنج مایکلسون مقایسه کرد؛ در این مورد کسر توانی که به آشکارساز می‌رسد برابر است با:
{\displaystyle {\frac {I_{\text{out}}}{I_{\text{in}}}}={\frac {1}{4}}(1+\sin {(2\omega t)})[1+\cos {2k(x_{1}-x_{2})}]}
و پس از دمدولاسیون با همان فرکانس {\displaystyle 2\omega }:
{\displaystyle F_{\text{MPI}}(x_{1}-x_{2})={\frac {1}{4}}[1+\cos {2k(x_{1}-x_{2})}]}
می‌بینیم که در این حالت سیگنال خروجی شامل یک ثابت اضافی متناسب با شدت چشمه است. این جمله ثابت در طرح تداخلی در عمل می‌تواند بسیار مشکل‌ساز شود. به دلیل وجود این جمله افت و خیزهای موجود در چشمه یا حساسیت آشکارساز می‌توانند به عنوان مؤلفه‌های فوریه جعلی در طرح تداخلی ظاهر شوند و در طیف خطا ایجاد کنند. غیاب این جمله در MPI یک مزیت مهم در کاربردهای طیف‌سنجی است. البته ممکن است این جمله در صورتی که شکافنده پرتو به‌طور کامل حول کل محدوده طیفی قطبیدگی ایجاد نکند در طرح تداخلی MPI نیز ظاهر شود، اما از آن‌جا که قطبشگرهای موجود در محدوده طول موج‌های فروسرخ دارای بازدهی بسیار بالایی هستند، این جمله ثابت ناشی از قطبش غیر کامل دارای اهمیت بسیار کم و ناچیزی می‌شود .